# Ese (Prunelli)
Der Ese ist ein Fluss in Frankreich, der im Département Corse-du-Sud auf der Insel Korsika verläuft. Er entspringt im Regionalen Naturpark Korsika, an der Nordwest-Flanke des Monte Giovanni (1950 m), im Gemeindegebiet von Ciamannacce, entwässert generell Richtung Südwest bis West durch ein schwach besiedeltes Gebiet und mündet nach rund 21 Kilometern an der Gemeindegrenze von Bastelica und Tolla, beim Einlauf zum Stausee Lac de Tolla, als linker Nebenfluss in den Prunelli.

## Orte am Fluss
- Ski-Station Val d’Ese

## Sehenswürdigkeiten
- Pont de Zipitoli, Brücke genuesischer Herkunft aus dem 15. Jahrhundert – Monument historique[4]